# Enfermedad crónica

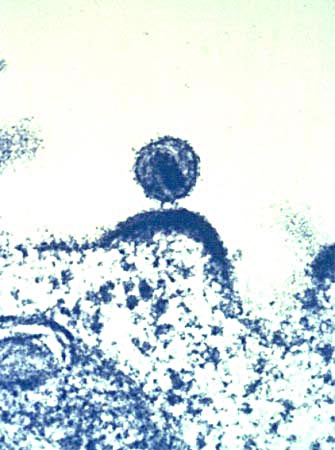

Una  enfermedad crónica  es una enfermedad de  larga duración y, por lo general, de progresión lenta. No hay un consenso acerca del plazo a partir del cual una enfermedad pasa a considerarse crónica; pero por término medio, toda enfermedad que tenga una duración mayor a seis meses puede considerarse como crónica. 
Hay muchos tipos de enfermedades crónicas, desde la diabetes y el VIH hasta la artritis y el cansancio persistente. Si bien, la ciencia médica ha logrado grandes progresos en el desarrollo de tratamientos eficaces para los efectos físicos de estas enfermedades, muchas víctimas siguen enfrentando un desafío asombroso para su salud mental y emocional.
Las enfermedades crónicas no se distribuyen al azar sino que se ven más frecuentemente en determinadas personas, familias y comunidades, como consecuencia de diversos factores ambientales que interactúan con un perfil genético vulnerable. Determinantes claves son los hábitos de vida perjudiciales para la salud.

## Etimología
El término "crónico", del griego Χρονος (Chronos): «dios del tiempo», como su etimología lo indica, se refiere al tiempo de evolución de la enfermedad, pero nada dice acerca de su gravedad. Hay enfermedades crónicas sin gravedad alguna, como la rinitis crónica, y otras potencialmente muy graves, como la arterioesclerosis.
Cuando a una enfermedad se le pone el adjetivo crónica, se suele tratar de una enfermedad no curable salvo raras excepciones (por ejemplo la insuficiencia renal crónica es curable con el trasplante renal, algunos tipos de asma —sobre todo en la infancia— acaban curando, las hepatitis crónicas de origen vírico pueden curar con tratamiento antiviral).

## Epidemiología
En epidemiología se entienden como enfermedades crónicas aquellas enfermedades de alta prevalencia y no curables. En general incluyen enfermedades cardiovasculares (cardiopatía isquémica, insuficiencia cardíaca, enfermedad cerebrovascular, principalmente), enfermedades neoplásicas sin tratamiento curativo, enfermedades respiratorias crónicas (enfermedad pulmonar obstructiva crónica y asma), enfermedades osteoarticulares invalidantes (artritis reumatoide y artrosis grave), enfermedades invalidantes, diabetes mellitus, y otras muchas. Para el año 2005 la Organización Mundial de la Salud (OMS) calculó que 35 millones de personas murieron por culpa de una enfermedad crónica, de las cuales la mitad eran mujeres menores de 70 años. Tres años más tarde la OMS calculó que en 2008, 36 millones de personas murieron de una enfermedad crónica, de las cuales la mitad pertenecían al sexo femenino y el 29 % era de menos de 60 años de edad. También incluye la OMS dentro del concepto de enfermedades crónicas, una serie de minusvalías, como la ceguera o la hipoacusia (pérdida de audición).
Las enfermedades crónicas graves tienen por causa factores de riesgo comunes y modificables. Dichos factores de riesgo explican la gran mayoría de las muertes por ese tipo de enfermedades a todas las edades, en hombres y mujeres y en todo el mundo. Entre ellos destacan:
- una alimentación poco sana;
- la inactividad física;
- el consumo de tabaco.

Cada año, como mínimo:
- 4,9 millones de personas mueren de resultas del tabaco;
- 2,6 millones de personas mueren como consecuencia de su sobrepeso u obesidad;
- 4,4 millones de personas mueren como resultado de unos niveles de colesterol total elevados;
- 7,1 millones de personas mueren como resultado de una tensión arterial elevada.

Según la OMS, las enfermedades crónicas representan el mayor desafío de los sistemas sanitarios modernos. La atención integral de estos pacientes se presenta como uno de los mayores retos del milenio. Se calcula que el 80 % de las consultas en Atención Primaria y el 60 % de los ingresos hospitalarios se debe a enfermedades crónicas, generando hasta el 70 % del gasto sanitario. De las primeras, un 40 % las realizan personas de edad avanzada, consumidoras de mayores cuidados continuados y más recursos sociales.

## Etiología
En respuesta a un considerable volumen de datos científicos emergentes, los Centros para el Control y Prevención de Enfermedades recientemente concluyeron que la fuente de prácticamente todas las enfermedades representa una compleja interacción entre las características genéticas del individuo con un ambiente modificable.
En lugar de tratarse principalmente de un origen genético, la investigación en expansión sigue demostrando que la enfermedad crónica es generalmente la consecuencia de diversos factores ambientales que actúan en concierto con un perfil genético vulnerable, a menudo por mecanismos epigenéticos que regulan o modifican la expresión génica.
Un creciente número de enfermedades crónicas tiene como base la alteración de la permeabilidad intestinal. Estas comprenden enfermedades autoinmunes, cánceres, enfermedades del sistema nervioso, enfermedades inflamatorias, infecciones, alergias y asma. Menos del 10 % de aquellas personas con una mayor susceptibilidad genética desarrollan la enfermedad, lo que sugiere la existencia de un fuerte desencadenante ambiental, que afecta también al progreso y pronóstico de la enfermedad. En la mayoría de los casos, este aumento de la permeabilidad intestinal se produce antes que la enfermedad.
Una teoría sobre la causa del desarrollo de estas enfermedades es que pueden estar involucrados los antígenos absorbidos por el intestino, cuando la mucosa intestinal está dañada y existe un aumento de la permeabilidad intestinal. Esto provoca que el intestino pierda su capacidad de barrera protectora y pasen a la sangre sustancias que no deberían pasar, lo que puede ocasionar reacciones que desembocan en el desarrollo de enfermedades que pueden afectar a diversos órganos y sistemas. Los dos factores más potentes que producen aumento de la permeabilidad intestinal son ciertas bacterias intestinales y la gliadina (proteína que forma parte del gluten), independientemente de la predisposición genética, es decir, tanto en celíacos como en no celíacos. Otras posibles causas son la prematuridad y la exposición a radiación, quimioterapia o ciertas toxinas.

## Atención sanitaria
La atención a los pacientes crónicos es manifiestamente mejorable. Lo esencial de la mejora debería centrarse en cumplir el primum non nocere, facilitar el acceso y el “movimiento” a los pacientes y a sus familiares, ofrecer los cuidados necesarios en el lugar y por los profesionales adecuados, facilitar la continuidad y la longitudinalidad en la atención, y fomentar una atención de “limitación de daños”.
Los problemas crónicos afectan a todo el espectro de edades (p. ej., atopia en niños, dismenorrea en adolescentes, tabaquismo en jóvenes, desempleo de larga duración en adultos jóvenes, síntomas médicamente inexplicables en adultos maduros, y bocas sépticas y ruinosas en ancianos). Así pues, el reto de las enfermedades crónicas (las que duran más de 6 meses) no se ciñe a unas pocas que afectan al anciano, sino a un conjunto de problemas de salud en todos los grupos de edad, y su variedad exige un cambio global, una mejora general y no solo simples respuestas sencillas.
Medidas estratégicas para promover dietas saludables y la actividad física en personas con enfermedades crónicas degenerativas
- Vigilar la dieta y la actividad física de la población y la carga de morbilidad asociada.
- Ayudar a la gente a tomar decisiones informadas y medidas eficaces.
- Aplicar lo mejor posible las normas y la legislación.
- Asegurar que todo el mundo tenga acceso a los componentes de una dieta saludable.
- Lograr las metas mediante iniciativas intersectoriales.
- Aprovechar al máximo los servicios de salud y los profesionales que los prestan para poder implementar así programas que prevengan este tipo de enfermedades.
- Mantener una actividad física constante.

## Economía de la salud
Además del sufrimiento humano, el coste de las enfermedades crónicas representa cada vez un porcentaje mayor en las economías, no solo de los países desarrollados, sino países con bajos ingresos, donde ocurre el 80 % de estas muertes.
Muchas de estas enfermedades están relacionadas con los estilos de vida y con el envejecimiento de la población. Sin embargo, es sabido que todas las personas pueden envejecer de forma positiva. Es deber de nuestra sociedad y de nuestras organizaciones políticas promover iniciativas con tal fin, que proporcionen oportunidades para mantener, desarrollar o recuperar la autonomía personal. En resumen, el objetivo es no solo "añadir años a la vida" sino además "vida a los años".
Aunque el patrón de enfermedades está cambiando en todo el mundo, los sistemas de atención a la salud no
están evolucionando al mismo ritmo. El sistema sanitario es cada vez más eficaz y completo para atender los procesos agudos, pero necesita adaptarse para atender a las enfermedades crónicas. Muchos países están promocionando iniciativas que mejoren el tratamiento y la gestión integral de estas enfermedades. El enfoque más destacado es el "Modelo de Atención a Enfermedades Crónicas" o "Chronic Care Model" (CCM), iniciado a finales del siglo XX, y del que existen evidencias de mejora de resultados en salud mediante la implantación de intervenciones simultáneas de todos los elementos que lo componen. Este modelo comprende seis áreas claves: la comunidad, el apoyo en autocuidado, el sistema sanitario, el diseño de la provisión de servicios, el apoyo a la toma de decisiones y los sistemas de información clínica.